# چشمه‌سبز (بافت)
چشمه سبز، روستایی از توابع بخش مرکزی شهرستان بافت در استان کرمان ایران است.

## جمعیت
این روستا در دهستان گوغر قرار دارد و براساس سرشماری مرکز آمار ایران در سال ۱۳۸۵، جمعیت آن ۳۵۳ نفر (۱۰۱خانوار) بوده‌است.
و براساس سرشماری مرکز آمار ایران در سال ۱۳۹۵، جمعیت آن ۸۴۶ نفر شامل ۴۳۲ نفر مرد و ۴۱۴ نفر زن (۳۰۵ خانوار) بوده‌است.